# Jack Thayer
John Borland "Jack" Thayer III, ameriški pisatelj in zgodovinar * 24. december 1894 Filadelfija, Pensilvanija, ZDA, † 20. september 1945 Filadelfija, Pensilvanija, ZDA.                
Jack Thayer je bil potnik prvega razreda na ladji RMS Titanic in je preživel potop ladje. Takrat, ko je bil star 17 let, je bil eden od potnikov, ki so preživeli in skočili v mrzel ocean. Pozneje je napisal in zasebno objavil svoj spomin na potop.